# Carlos Gutierrez (Mathematiker)
Carlos Teobaldo Gutierrez Vidalon (* 24. September 1944 in Ayacucho, Region Ayacucho, Peru; † 3. Dezember 2008 in São Carlos, Bundesstaat São Paulo) war ein brasilianischer Mathematiker, der am 24. Mai 1996 Mitglied der Brasilianischen Akademie der Wissenschaften ABC (Academia Brasileira de Ciências) wurde.

## Leben
Carlos Teobaldo Gutierrez Vidalon wuchs in Peru auf und begann nach dem Schulbesuch 1961 ein Lehramtsstudium mit dem Schwerpunkt Mathematik an der Nationalen Pädagogischen Universität Enrique Guzmán y Valle UNE (Universidad Nacional de Educación Enrique Guzmán y Valle) bei Lima. Nach deren Abschluss mit einem Lizenziat (Licenciatura) 1964 erhielt er ein Stipendium für die Regionale Schule für Mathematik (Escuela Regional de Matemáticas) und widmete sich dort bei Roberto Velásquez im Sommersemester der mathematischen Forschung. Nachdem er einige Jahre als Mathematiklehrer in Ayacucho unterrichtet hatte, nahm er 1969 mit finanzieller Unterstützung durch ein Stipendium der Organisation Amerikanischer Staaten (OAS) eine Tätigkeit als Wissenschaftlicher Mitarbeiter am Nationalinstitut der reinen und angewandten Mathematik IMPA (Instituto de Matemática Pura e Aplicada) in Rio de Janeiro auf. Er erwarb dort 1971 einen Master (Mestrado em Matemática) und schloss 1974 seine Promotion zum Philosophiae Doctor (Ph.D.) bei Jorge Sotomayor Tello mit der Dissertation Stability of Line Fields („Stabilität von Lilienfeldern“) ab. In der Folgezeit widmete er sich am IMPA der mathematischen Forschung und war 1978 als Gastwissenschaftler an der University of California, Berkeley (UC Berkeley) und 1986 am California Institute of Technology (CalTech) in Pasadena tätig.
Gutierrez übernahm eine Professur am Institut für Mathematische und Computer-Wissenschaften ICMC (Instituto de Ciências Matemáticas e de Computação) der Universidade de São Paulo (USP) und lehrte dort bis zu seinem Tode 2008. Dabei betreute er in den 2000er Jahren die Dissertationen mehrerer Promotionsstudenten in den Bereichen Gewöhnliche Differentialgleichungen sowie Dynamische Systeme und Ergodentheorie. Am 24. Mai 1996 wurde Gutierrez Mitglied der Brasilianischen Akademie der Wissenschaften ABC (Academia Brasileira de Ciências). Er war ferner Mitglied der Redaktionsteams der Fachzeitschriften Qualitative Theory And Dynamical Systems Journal beziehungsweise Qualitative Theory of Dynamical Systems. Ihm zu Ehren vergibt das ICMC der USP den Prêmio Gutierrez für die besten DoktorMasterarbeiten in Mathematik.

## Veröffentlichungen
Carlos Gutierrez verfasste Artikel in zahlreichen Fachzeitschriften sowie insbesondere mit seinem Doktorvater Jorge Sotomayor Tello verschiedene mathematische Fachbücher, die überwiegend vom Instituto de Matemática Pura e Aplicada (IMPA) herausgegeben wurden. Zu seinen Werken gehören:
- Stable vector fields on manifolds with simple singularities, Mitautor Jorge Sotomayor Tello, IMPA 1981
- An approximation theorem for immersions with stable configurations of lines of principle curvature, Mitautor Jorge Sotomayor Tello, IMPA 1982
- Principal lines on surfaces immersed with constant mean curvature, Mitautor Jorge Sotomayor Tello, IMPA 1984
- Foliations on Surfaces Having Exceptional Leaves, IMPA 1988
- Lines of Curvature and Umbilical Points on Surfaces, Mitautor Jorge Sotomayor Tello, IMPA 1991, ISBN 978-8-5244-0057-5
- Structurally Stable Configurations of Lines of Curvature and Umbilic Points on Surfaces, Mitautoren Claudio Procesi, César Camacho, Jorge Sotomayor Tello, IMPA 1998, ISBN 978-9-9727-5301-5